# Förvaltningsorganisation för upphovsrätt
En förvaltningsorganisation för upphovsrätt (engelska: copyright collecting society) är en organisation skapad genom privata avtal eller upphovsrättslag, vilken för upphovsrättsinnehavares räkning samlar in licensavgifter för upphovsrätt.
Exempel på förvaltningsorganisationer för upphovsrätt i Sverige är för musik Svenska tonsättares internationella musikbyrå (Stim) och för bild Bildupphovsrätt i Sverige (Bus) och i Norden den Stim-relaterade Nordisk copyright bureau (Ncb).